# Pommerby
Pommerby là một đô thị thuộc huyện Schleswig-Flensburg, trong bang Schleswig-Holstein, nước Đức. Đô thị Pommerby có diện tích 5,55 km², dân số thời điểm 31 tháng 12 năm 2006 là 191 người.